# Aborigines Progressive Association

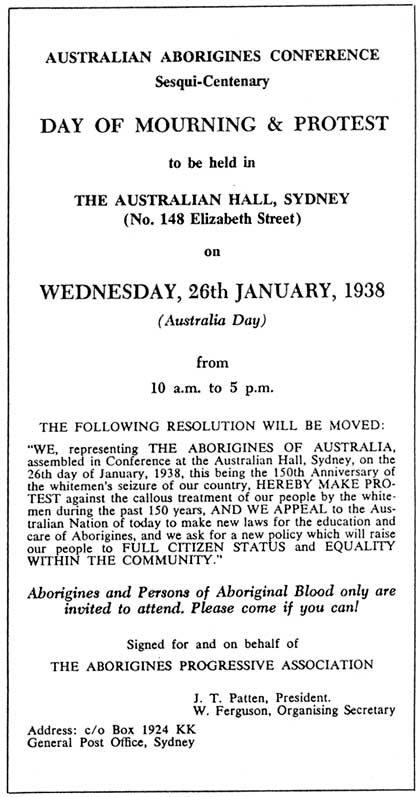
Proklamation zum Day of Mourning

Die Aborigines Progressive Association wurde 1937 von William Ferguson als Sekretär, Pearl Gibbs und Jack Patten als Präsident in New South Wales gegründet. Diese Organisation setzte sich für die Rechte der Aborigines ein.
Während Ferguson und Gibbs die Association im Westen von New South Wales, führte sie Patten im Nordosten. Die Association führte Protestmaßnahmen durch und organisierte politische Treffen im Arbeitnehmerinteresse von Aborigines.
Im Jahre 1938 wurde der Protesttag der Aborigines, der Day of Mourning, durch die Australian Aborigines League und die Aborigines Progressive Association gemeinsam organisiert und durchgeführt, der letztlich 1940 zum Erfolg führte. Diese Maßnahme gilt als einer der größten Erfolge der politischen Bewegung für die Rechte Aborigines im letzten Jahrhundert.
Die Association setzte sich im Kern für drei Forderung ein:
- volle Staatsbürgerschaft und Menschenrechte
- Vertretung im Parlament
- Abschaffung des Aboriginal Protection Board New South Wales.[1] Der Aborigines Protection Board von New South Wales wurde 1883 eingerichtet, errang durch den Aborigines Protection Act (1909), weitreichende Eingriffe in das Leben der Aborigines, einschließlich der Befugnis für ein Entfernen der Aborigines-Kinder von ihren Eltern. Diese Organisation wurde 1940 in den Aborigines Welfare Board umbenannt und erließ den Aborigines Protection (Amendment) Act (1940). Der Aborigines Welfare Board wurde erst im Jahre 1969 entsprechend dem Aborigines Act of New South Wales (1969) aufgehoben.[2]

Die Association stellte ihre Arbeit 1944 ein und wurde 1963 durch Bert Groves und Pearl Gibbs erneut aktiviert, um an den Landrechtsbewegungen als politische Kraft teilzunehmen. 1966 beauftragte die Regierung von New South Wales ein parlamentarisches Gremium die Wohlfahrt der Aborigines zu untersuchen und hierbei wurde die Association befragt.
Die Organisation brachte ein eigenes Journal 1964 bis 1970 heraus, den Churinga. Einige bekannte Mitglieder der neuen Association waren Joyce Clague, Dulcie Flower, Harriet Ellis, Ray Peckham, Chicka Dixon und Ken Brindle.